# Kwik-E-Mart

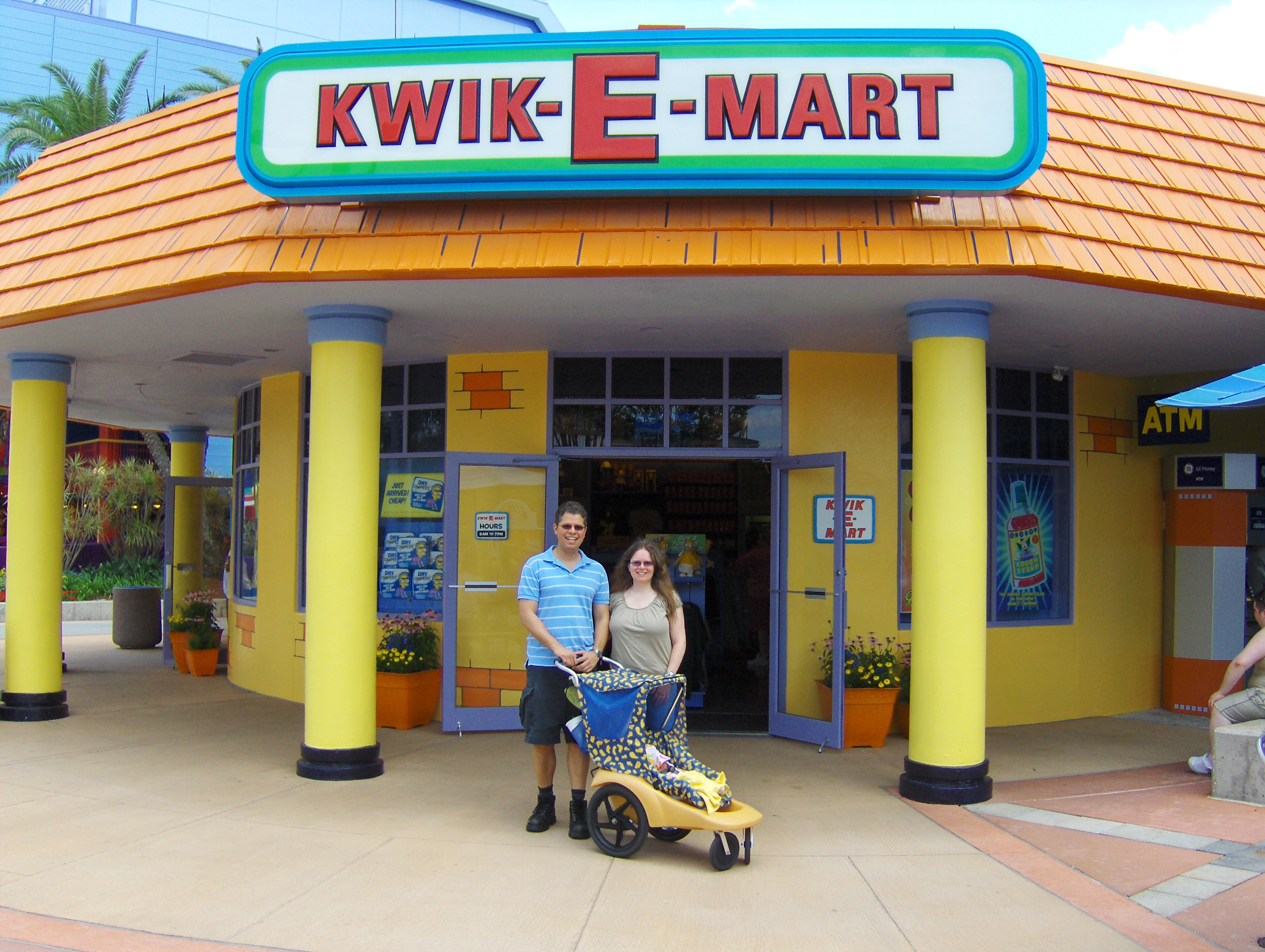
De Kwik-E-Mart in Universal Studios, Florida

De Kwik-E-Mart is een fictieve keten gemakswinkels uit de animatieserie The Simpsons.
De bekendste winkel uit de keten is die in het plaatsje Springfield. Deze winkel wordt uitgebaat door Apu Nahasapeemapetilon, een immigrant uit India.

## Prijzen
De Kwik-E-Mart verkoopt de standaard dingen die men in een kleine supermarkt zoal aantreft, maar tegen absurd hoge prijzen. Een voorbeeld van hoe hoog de prijzen zijn werd gegeven toen Apu Homer tijdens een overval toefluisterde om het alarmnummer te bellen, waarop Homer bekendmaakte geen kleingeld te hebben voor de telefoon, maar enkel een briefje van vijf dollar. Op de vraag wat het goedkoopste product was dat Apu verkocht (in de hoop zo snel zijn geld te kunnen wisselen voor wat kleingeld), antwoordde Apu dat dit een zakje chips van $5,99" was. Het enige wat in de winkel voor een spotprijs wordt verkocht zijn de producten die over de uiterste houdbaarheidsdatum heen zijn.

## Profiel
De Kwik-E-Mart keten begon ergens in de Himalaya, waar de eerste supermarkt ter wereld nog altijd op een bergpiek staat. Pelgrims die de zaak bezoeken mogen maar drie vragen stellen aan de alwetende goeroe die de zaak runt. Apu’s bezoek aan deze Goeroe werd verstoord door Homer, die snel de drie vragen opmaakte.
Apu kwam bij de Springfieldse Kwik-E-Mart werken omdat hij zijn studieschuld moest afbetalen, maar is nooit meer vertrokken. Hij werd eenmaal ontslagen toen Homer voedselvergiftiging opliep door vlees uit de winkel. In diezelfde aflevering onthulde Apu aan Homer dat de Kwik-E-Mart bekendstaat als "Stop-E-Mart" in Ohio. Apu werd korte tijd later weer ingehuurd toen hij een overval wist te voorkomen.
Apu is in de wereld van de Kwik-E-Mart keten, daar hij een keer 69 uur achtereenvolgens in de zaak heeft gewerkt. Ook Homer Simpson heeft een keer een baan in de Kwik-E-Mart genomen toen hij Lisa een pony gaf, en extra inkomen nodig had om voor het dier te betalen.
Toen Jasper Beardley besloot zich in te laten vriezen in de koelcel van de Kwik-E-Mart als goedkope vorm van cryogeen bevriezen, veranderde Apu de naam in "Freak-E-Mart", en werd Jaspers bevroren lichaam de hoofdattractie.
De Kwik-E-Mart heeft op het dak een Utiopiaanse tuin, waar zelfs Paul en Linda McCartney verbleven toen ze in Springfield waren. De tuin kan worden bereikt via de vriezer die gemarkeerd is met "Non-Alcoholic Beer".

## Echte Kwik-E-Marts
Verschillende detailhandels hebben geprobeerd gebruik te maken van de bekendheid van de Kwik-E-Mart in de animatieserie. In de Verenigde Staten is een keten van Kwik-E-Mart winkels in Minnesota, en een andere Kwik-E-Mart in Downtown Pittsburgh, vlak bij het David L. Lawrence Convention Center, en tegenover de straat van het Westin Hotel. Er is ook een Kwik-E-Mart vlak bij de campussen van Tulane en Loyola university in New Orleans. Ook in het attractiepark Universal Studios Florida is een Kwik-E-Mart nagebouwd.
In maart 2007 stelde de Amerikaanse gemakswinkelketen 7-Eleven voor om elf van hun winkels te veranderen in exacte replica’s van de Kwik-E-Mart uit The Simpsons, en er zelfs Simpsonproducten te gaan verkopen zoals Buzz Cola, Slurpees en Krusty'O Cereal. Dit allemaal ter promotie van The Simpsons Movie.
In Nederland is een Kwik-E-Mart te vinden in Den Haag.